# Гидроксохлорид кадмия
Гидроксохлори́д ка́дмия — неорганическое соединение,
осно́вная соль кадмия и соляной кислоты с формулой Cd(OH)Cl,
бесцветные кристаллы,
не растворяется в воде.

## Получение
- Осаждение хлорида кадмия раствором щелочи:

{\displaystyle {\mathsf {CdCl_{2}+NaOH\ {\xrightarrow {}}\ Cd(OH)Cl\downarrow +NaCl}}}
- Длительное нагревание оксида кадмия с раствором хлорида кадмия в запаянной ампуле:

{\displaystyle {\mathsf {CdO+CdCl_{2}+H_{2}O\ {\xrightarrow {210^{o}C}}\ 2Cd(OH)Cl}}}

## Физические свойства
Гидроксохлорид кадмия образует бесцветные кристаллы гексагональной сингонии, пространственная группа P 63mc, параметры ячейки a = 0,366 нм, c = 1,027 нм, Z = 2.
Не растворяется в воде.